# Arthur M. Schlesinger Sr.
Cet article concerne Arthur M. Schlesinger Sr. (1888-1965). Pour Arthur Meier Schlesinger Jr. (1917-2007), voir Arthur Meier Schlesinger Jr..
Arthur Meier Schlesinger, Sr. (/ˈʃlɛsɪndʒər/, 27 février 1888-30 octobre 1965) est un historien américain qui a enseigné à l'université Harvard, l'histoire sociale d'avant-garde et de l'histoire urbaine. C'était un intellectuel de l'ère progressiste qui mettait l'accent sur des causes matérielles (telles que le profit économique et les conflits entre hommes d'affaires et agriculteurs) et minimisait l'idéologie et les valeurs en tant que motivations des acteurs historiques. Il a exercé une grande influence en tant que directeur de thèse de doctorat à Harvard pendant trois décennies, en particulier dans les domaines de l'histoire sociale, des femmes et de l'immigration. Son fils, l'historien Arthur Meier Schlesinger Jr. (1917-2007), a également enseigné à Harvard. 

## Biographie
Il est le pionnier de l'histoire sociale et de l'histoire urbaine. C'est un intellectuel de l'ère progressiste qui met l'accent sur des causes matérielles (comme le profit économique) et minimise l'idéologie et les valeurs en tant que motivations des acteurs historiques. Il exerce une grande influence en tant que directeur de thèse de doctorat à Harvard pendant trois décennies, en particulier dans les domaines de l'histoire sociale, des femmes et de l'immigration. En 1922 il commente : « d'après la lecture de l'histoire dans les manuels scolaires, on pourrait penser que la moitié de notre population n'a apporté qu'une contribution négligeable à l'histoire » . Il promeut l'histoire sociale en coéditant Dixon Ryan Fox dans la série History of American Life (1928-1943) en 13 volumes. Ces épais volumes, écrits par de jeunes chercheurs éminents, évitent les sujets de la politique, des individus et des questions constitutionnelles. Ils se concentrent plutôt sur des sujets tels que la société, la démographie, l’économie, le logement, la mode, les sports, l’éducation et la vie culturelle. 
La bibliothèque Schlesinger de Harvard de l'histoire des femmes porte son nom, ainsi que celui de son épouse Elizabeth, une féministe de renom. Il est devenu éditeur du New England Quarterly en 1928. 

## Travaux
- 1918 The Colonial Merchants and the American Revolution, 1763–1776 online
- 1922 New Viewpoints in American History, historiographical essays online edition
- 1925 Political and Social Growth of the American People, 1865–1940, with Homer C. Hockett; college textbook in numerous editions reviews
- 1926 Political and Social History of the United States, 1829–1925; The Macmillan Company, New York
- 1930 "A Critical Period in American Religion, 1875–1900," Proceedings of the Massachusetts Historical Society 64 (1930–32) pp: 523–47.
- 1933 The Rise of the City, 1878–1898 reviews
- 1940. "The City in American History:   Mississippi Valley Historical Review, Vol. 27, No. 1 (Jun., 1940), pp. 43–66 in JSTOR, highly influential article
- 1941 "Patriotism Names the Baby," New England Quarterly, Vol. 14, No. 4 (Dec., 1941), pp. 611–618 in JSTOR
- 1944 "Biography of a Nation of Joiners," American Historical Review, Vol. 50, No. 1 (Oct., 1944), pp. 1–25 in JSTOR
- 1946 Learning How to Behave: A Historical Study of American Etiquette Books
- 1949 Paths to the Present reviews
- 1958 Prelude to Independence: The Newspaper War on Britain, 1764–1776
- 1950 The American As Reformer.
- 1954 "A Note on Songs as Patriot Propaganda 1765–1776," William and Mary Quarterly  Vol. 11, No. 1 (Jan., 1954), pp. 78–88 in JSTOR
- 1955 "Political Mobs and the American Revolution, 1765–1776," Proceedings of the American Philosophical Society' Vol. 99, No. 4 (Aug. 30, 1955), pp. 244–250 in JSTOR
- 1963 In Retrospect: The History of a Historian, autobiography
- 1968 Birth of the Nation: A Portrait of the American People on the Eve of Independence

### Sources primaires
- Arthur M., Sr. Schlesinger, In Retrospect : The History of a Historian, Harcourt, Brace & World, 1963
- Arthur M., Jr. Schlesinger, A Life in the Twentieth Century : Innocent Beginnings, 1917-1950, Houghton Mifflin, 2000, 557 p. (ISBN 978-0-395-70752-4)